# Wonosari (Gondangrejo)
Wonosari is een bestuurslaag in het regentschap Karanganyar van de provincie Midden-Java, Indonesië. Wonosari telt 3296 inwoners (volkstelling 2010).